# Muhammet Uzuner
Pour les articles homonymes, voir Uzuner.
Muhammet Uzuner, né le 30 juin 1965 à Samsun, est un acteur turc. Il est surtout connu pour avoir incarné le docteur Cemal dans Il était une fois en Anatolie (2011) de Nuri Bilge Ceylan.

## Filmographie
| Cinéma     | Cinéma                                         | Cinéma              | Cinéma    |
| Année      | Titre                                          | Rôle                | Remarques |
| ---------- | ---------------------------------------------- | ------------------- | --------- |
| 2005       | Emanet ve İhanet                               | Hakkı               |           |
| 2005       | Memleket Hikayeleri - Hem Okudum Hem de Yazdım |                     |           |
| 2007       | Bıçak Sırtı                                    | Dr. Zafer Güven     |           |
| 2007       | Münferit                                       | Müfettiş Yardımcısı |           |
| 2010       | Görünmeyen                                     | Ekrem Kıraç         |           |
| 2011       | Il était une fois en Anatolie                  | Doktor Cemal        |           |
| 2011       | Yurt                                           |                     |           |
| 2012       | Küf                                            | Murat               |           |
| Télévision |                                                |                     |           |
| Année      | Titre                                          | Rôle                | Remarques |
| 1995       | Çiçek Taksi                                    |                     |           |
| 1997       | Böyle mi Olacaktı                              | Nazan'ın Arkadaşı   |           |
| 2000       | Dadı                                           |                     |           |
| 2001       | Tatlı Hayat                                    | Müfit               |           |
| 2002       | Berivan                                        | Avukat Kemal        |           |
| 2002       | Aslı ile Kerem                                 |                     |           |
| 2003       | Şıh Senem                                      | Vahap               |           |
| 2004       | Büyük Yalan                                    | Koray Soytürk       |           |
| 2004       | Perçem                                         | Arkeolog Levent     |           |
| 2005       | Ateşli Topraklar                               | İsmail Bozdağlı     |           |
| 2007       | Bıçak Sırtı                                    | Dr. Zafer Güven     |           |
| 2007       | Münferit                                       | Müfettiş Yardımcısı |           |
| 2008       | Binbir Gece                                    | Komiser Tuğrul      |           |
| 2008       | Rüzgar                                         | Hilmi               |           |
| 2009       | Parmaklıklar Ardında                           | Baş Gardiyan Kemal  |           |
| 2011       | Kalbim Seni Seçti                              | Onur Akgün          |           |
| 2012       | Koyu Kırmızı                                   | Mahir               |           |
| 2012       | Öyle Bir Geçer Zaman ki                        | Arif Yücel          |           |
| 2018       | Siyah Beyaz Ask                                | Namik Emirhan       |           |

## Distinction
- 17e édition du Sadri Alışık Ödülleri : Prix du meilleur acteur pour Il était une fois en Anatolie